# 穆拉迪耶库里耶
穆拉迪耶库里耶 (土耳其語：Muradiye Külliyesi)又名穆拉德二世库里耶, 得名于奥斯曼苏丹穆拉德二世（1421–1444、1446-1451年在位），位于土耳其布尔萨。
这座大型建筑群由苏丹穆拉德二世委托建造，包括清真寺、伊斯兰学校、浴室、客栈、喷泉、墓志铭，还包含12座陵墓 (türbe)，大部分属于这位苏丹的亲属。 位于布尔萨东部地区的绿色清真寺竣工后，就开始修建这座建筑群。
清真寺是该建筑群中的第一个项目，于1426 年完工。清真寺采用简化的倒 T 形平面，前面有一个圆顶 门廊，由砖砌成，有四个圆顶。 室内装饰着绿松石和深蓝色的六角形瓷砖。它两个叫拜楼，一个是老的，一个是新的，由于19世纪地震而倒塌，于1904年重建。18世纪初的一场大火毁坏了清真寺，因此米哈拉布也重建，为洛可可风格。
伊斯兰学校位于清真寺的西边。中央是一个庭院，周围是学生的房间，和一个圆顶的教室。外墙为砖石砌筑。由于多次修复，伊斯兰学校本身已没有建筑铭文。但清真寺上的铭文说，这座伊斯兰学校也是由穆拉德二世于1426年建造的。内部装饰着深蓝色和绿松石色瓷砖，而外部入口则装饰着砖块。
除了苏丹穆拉德二世的陵墓以外，清真寺和宗教学校南部的其余11座坟墓属于苏丹家族的其他成员，例如杰姆苏丹、穆斯塔法皇子和玛希德弗朗。它们都装饰着多色釉面瓷砖，大部分是蓝色的，只有穆斯塔法皇子墓和玛希德弗朗墓，装饰以16世纪彩绘技法的彩绘伊兹尼克瓷砖。
1855年的一场大地震损坏了穆拉迪耶库里耶建筑群的大部分，19世纪后期完成了修复工作。2015年完成了进一步的修复项目。
1950年代，伊斯兰学校变成了结核病诊所，现在设有医疗中心。

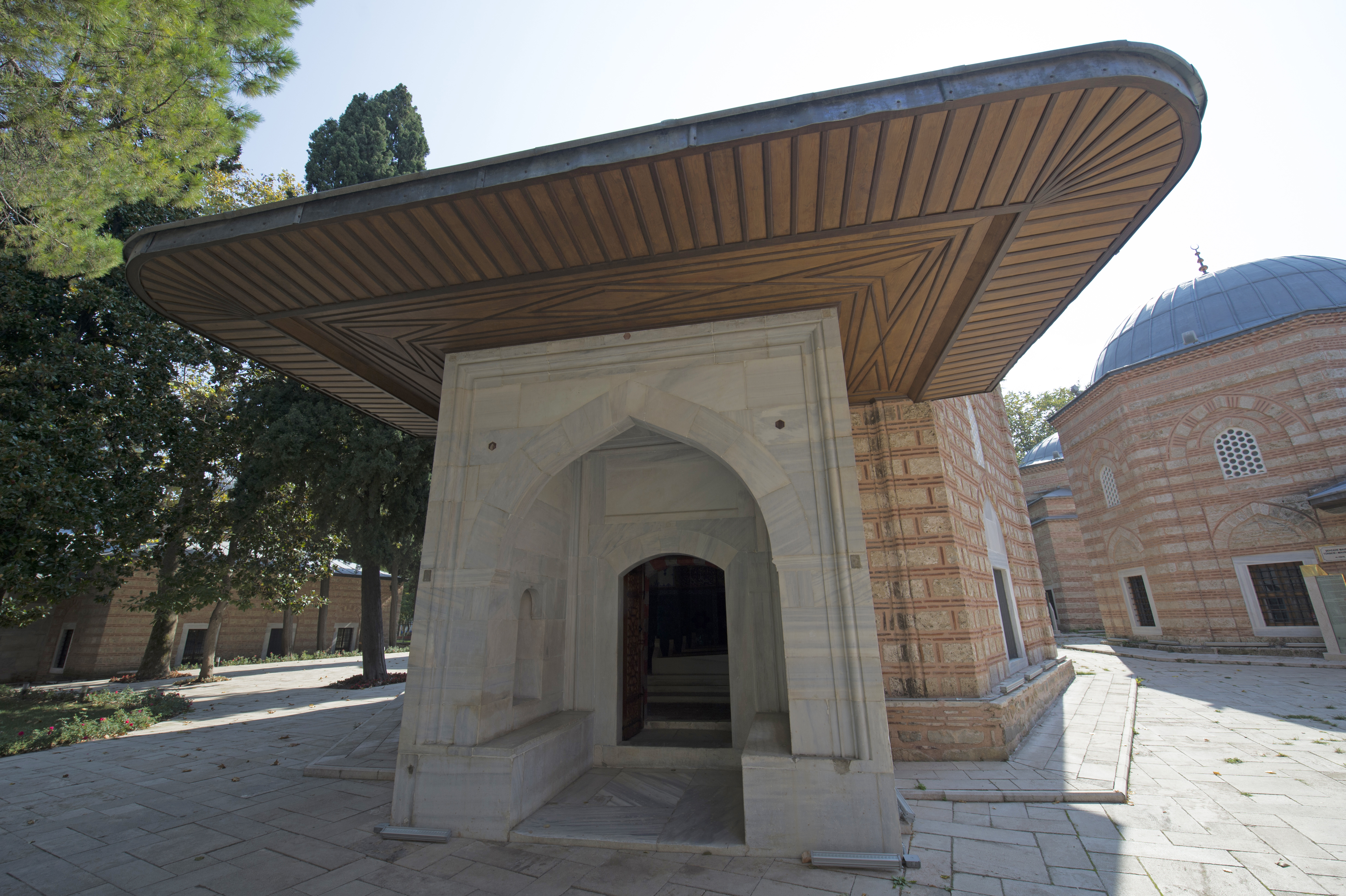
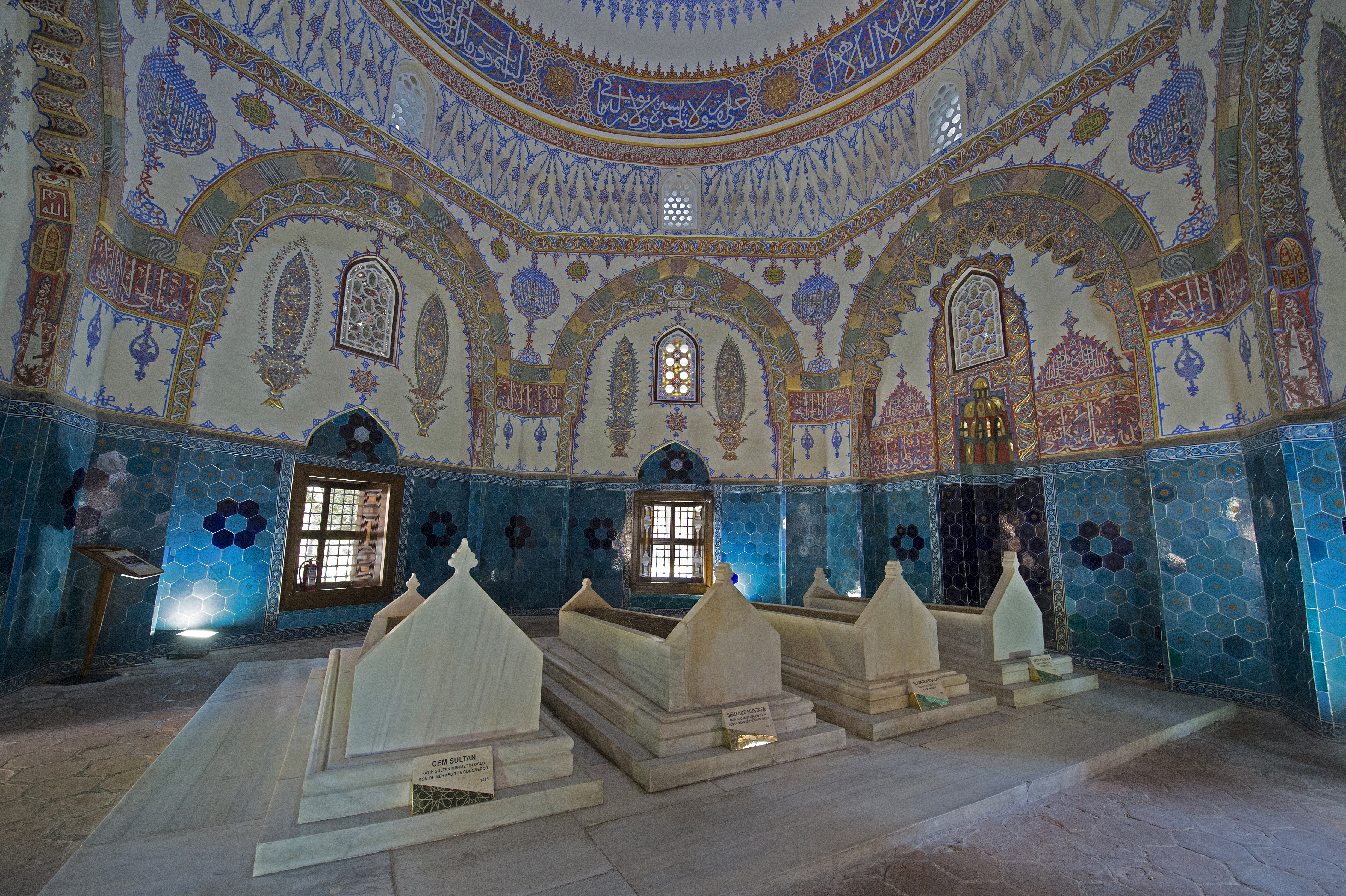
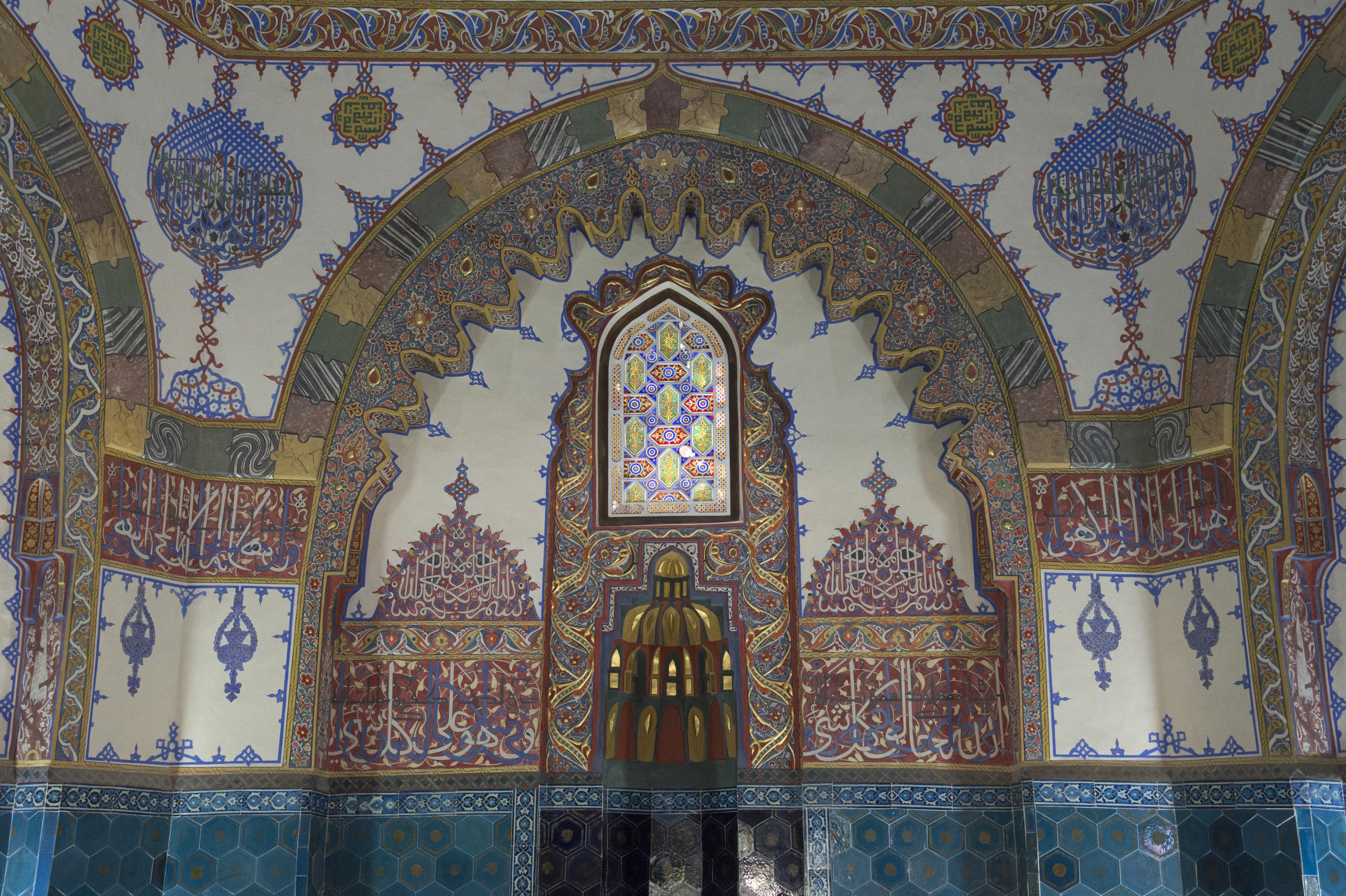
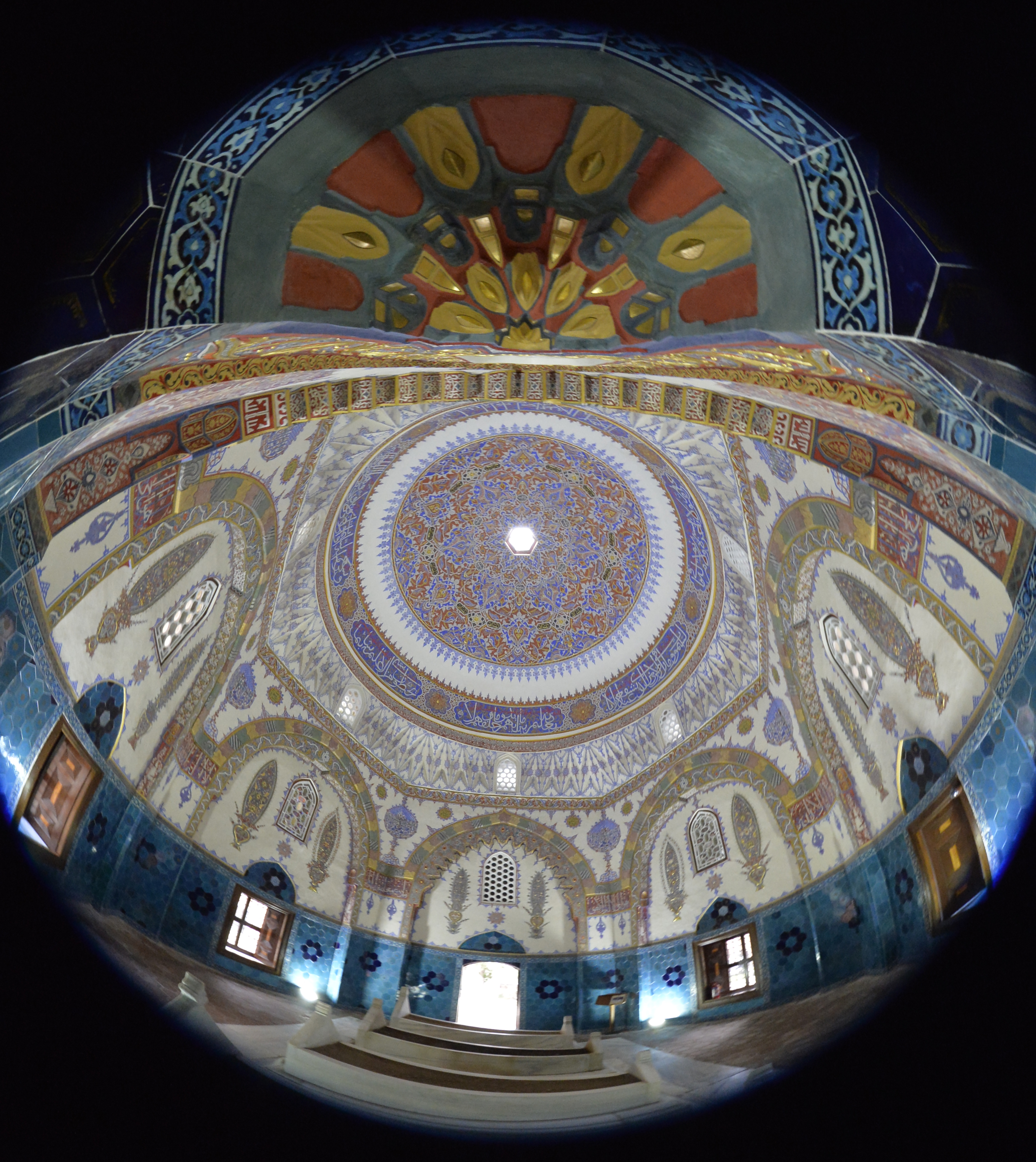
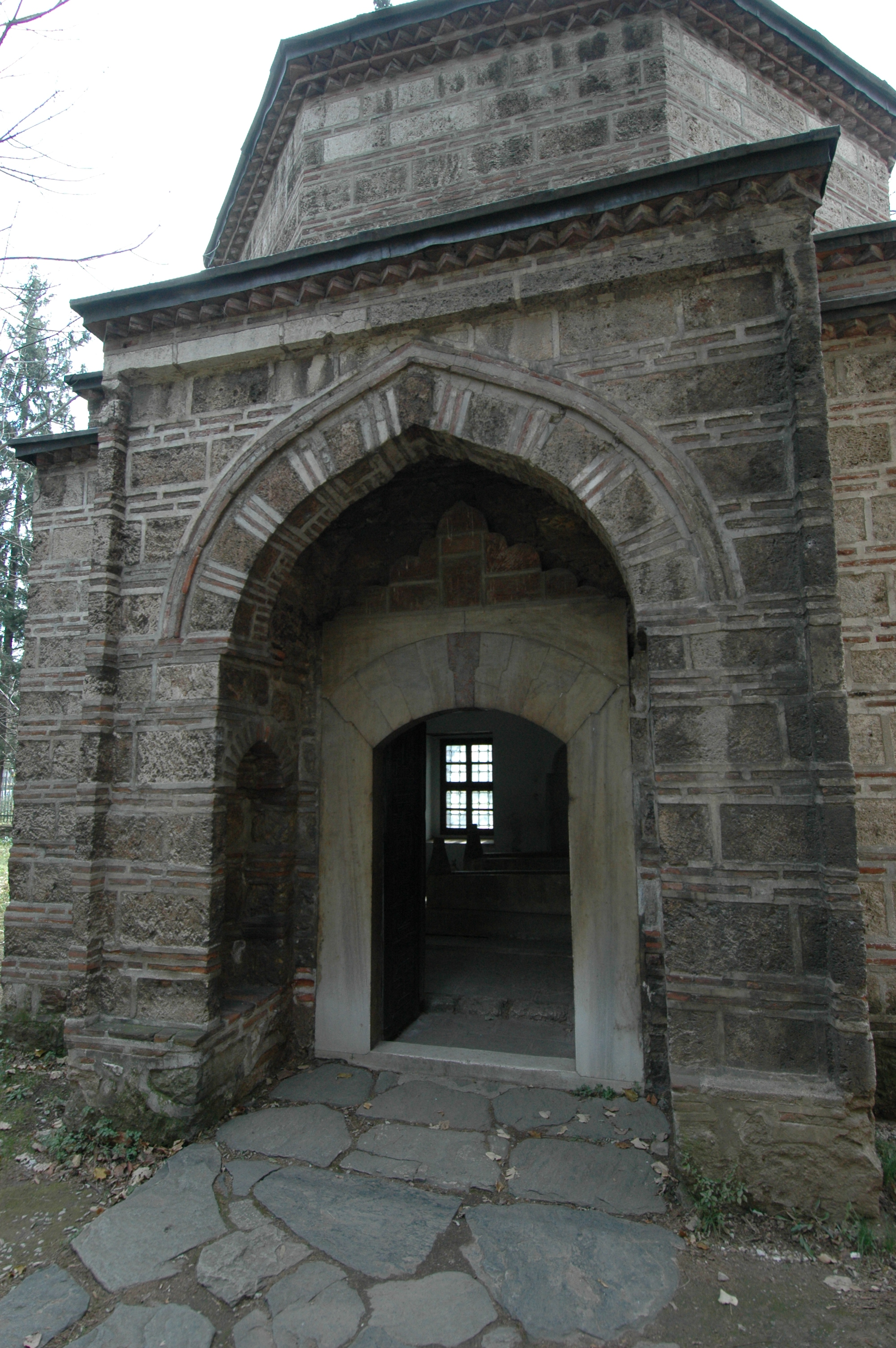
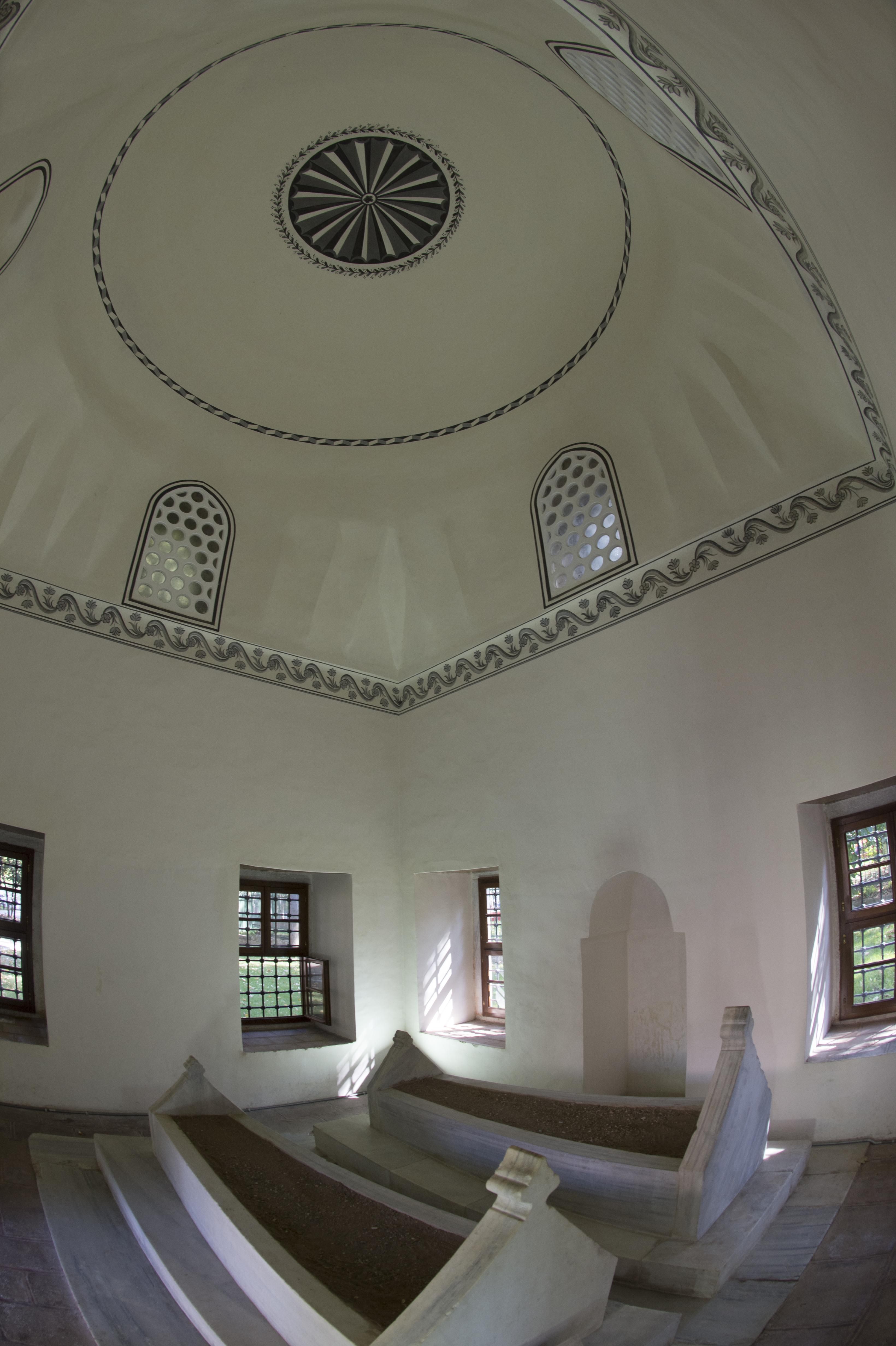
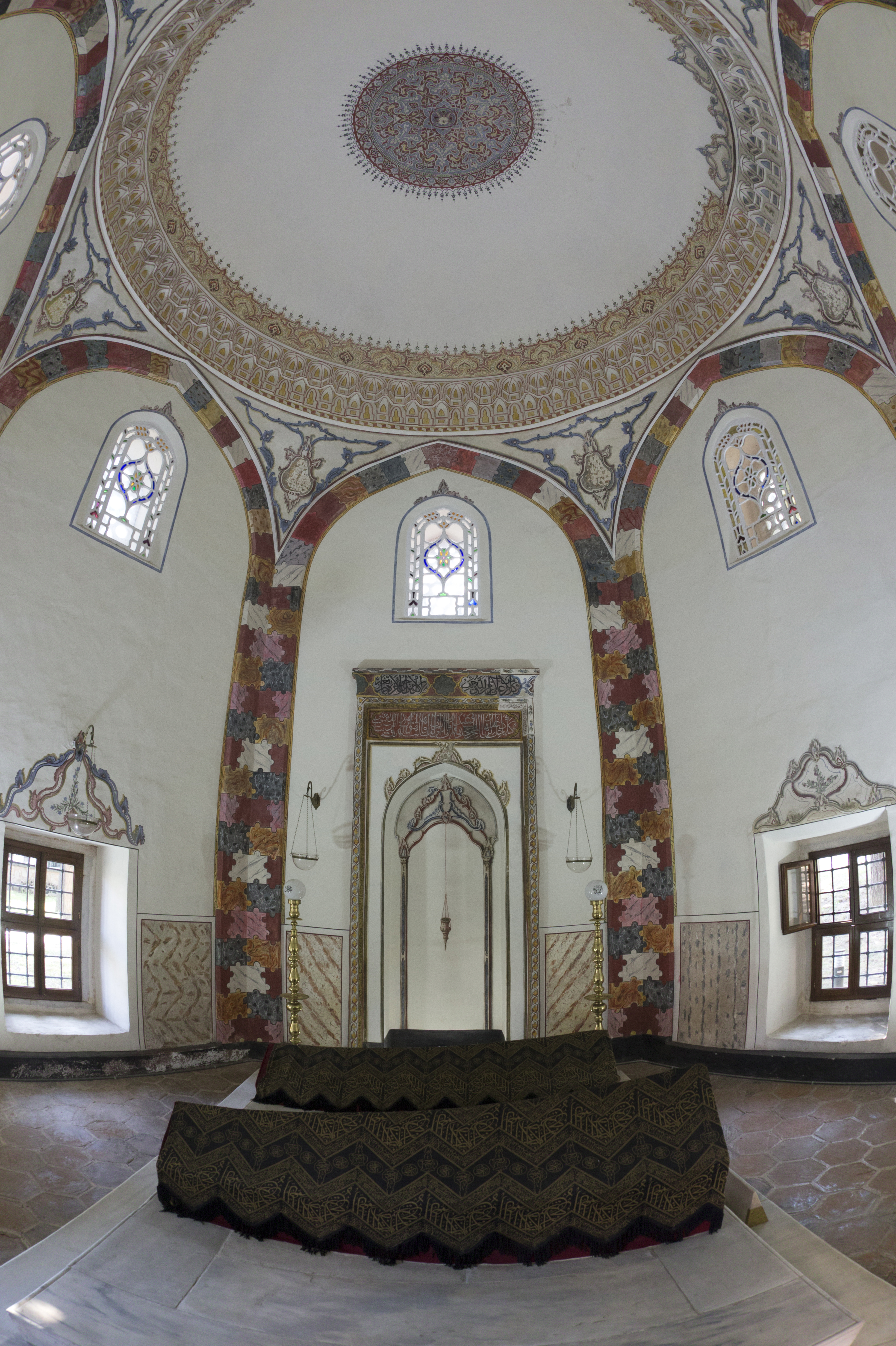
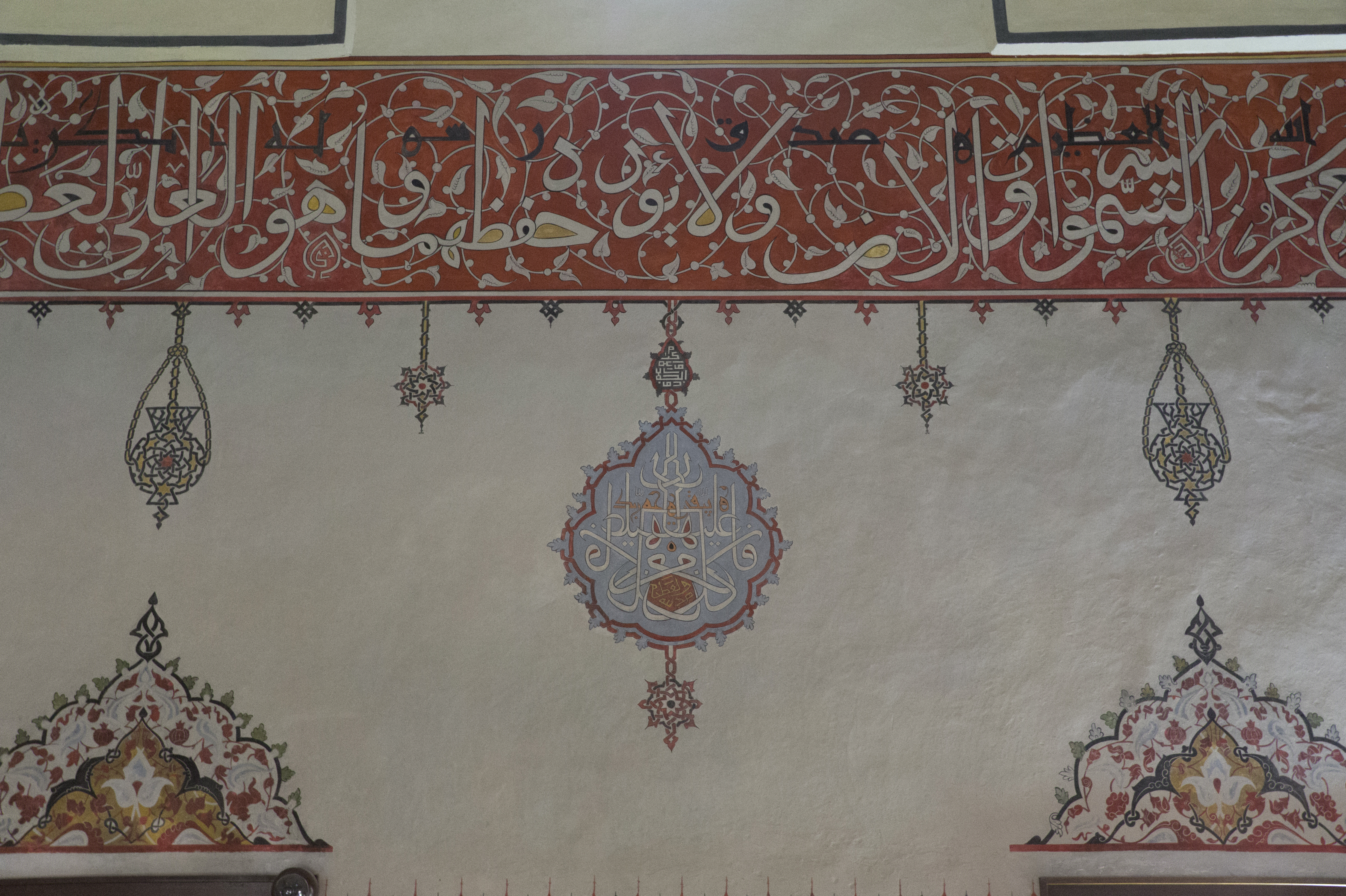
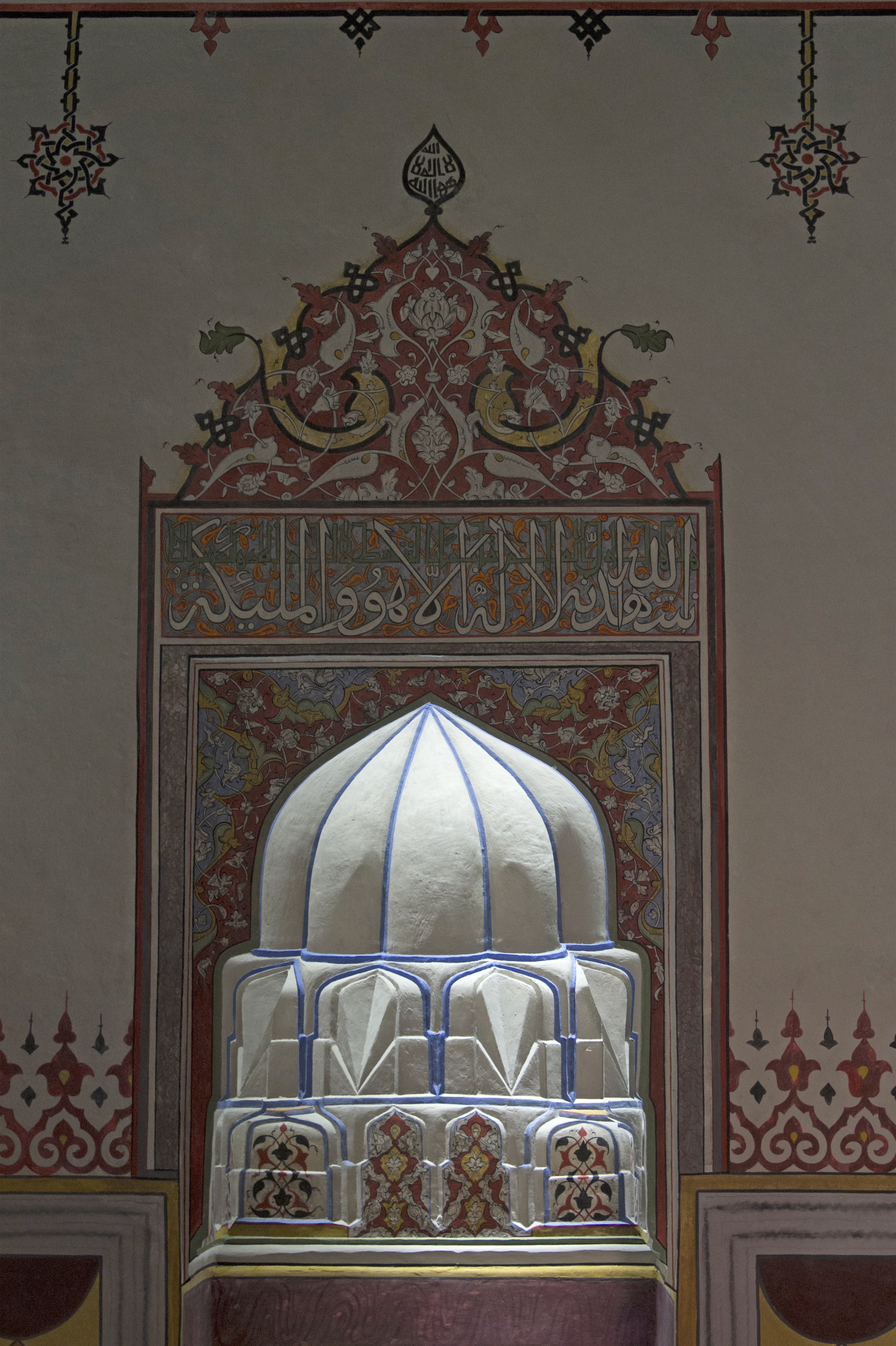
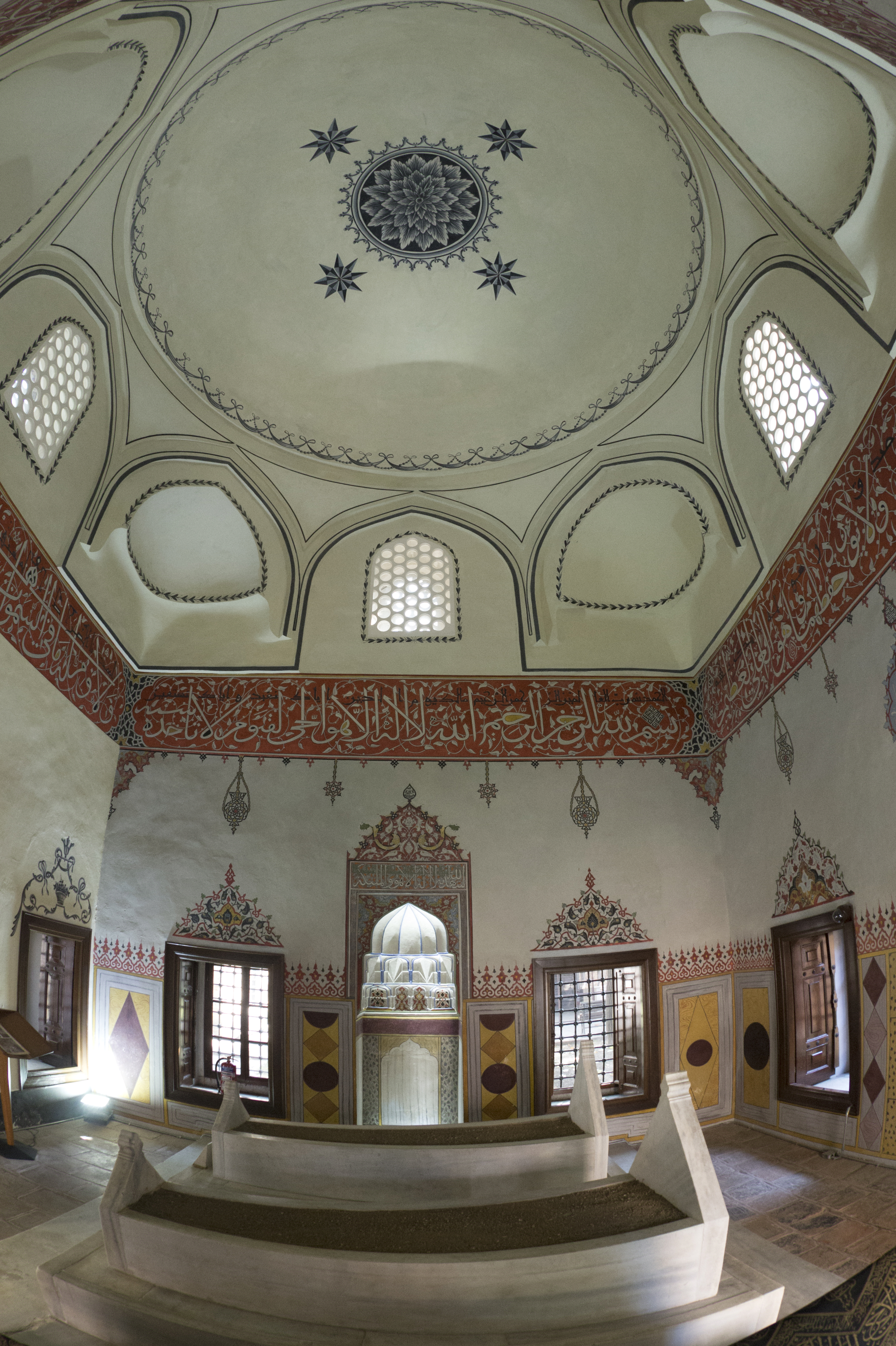
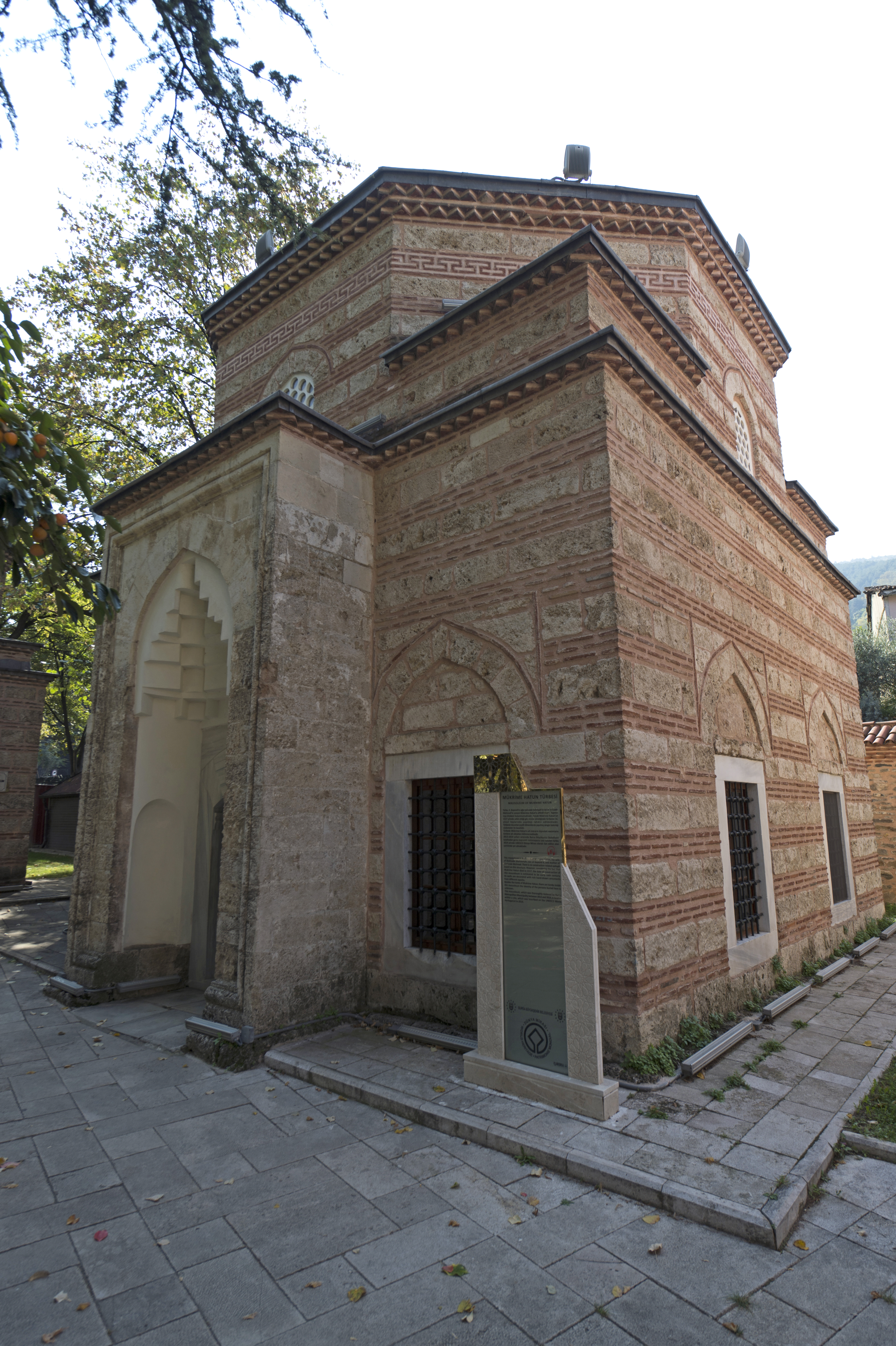
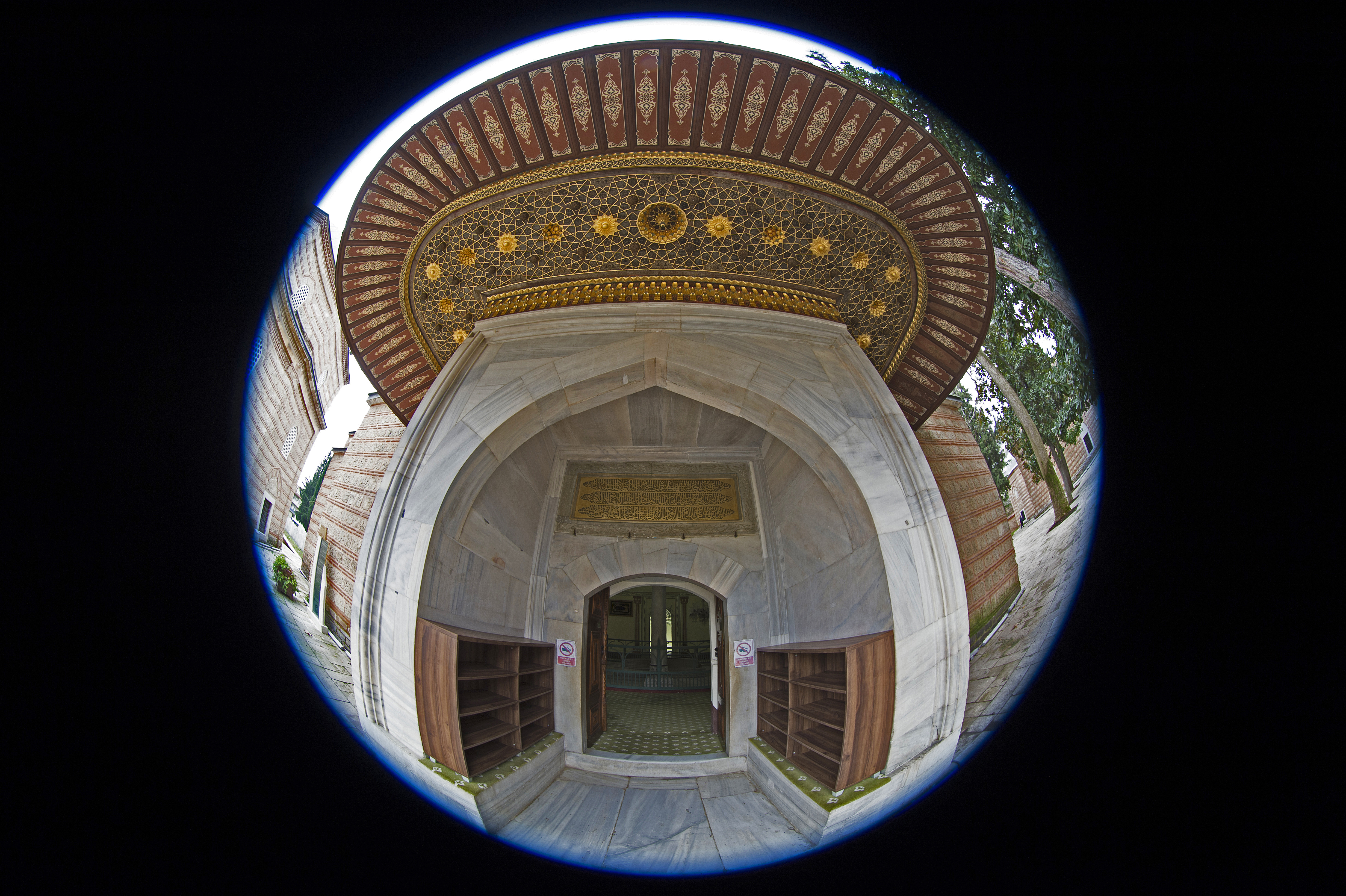
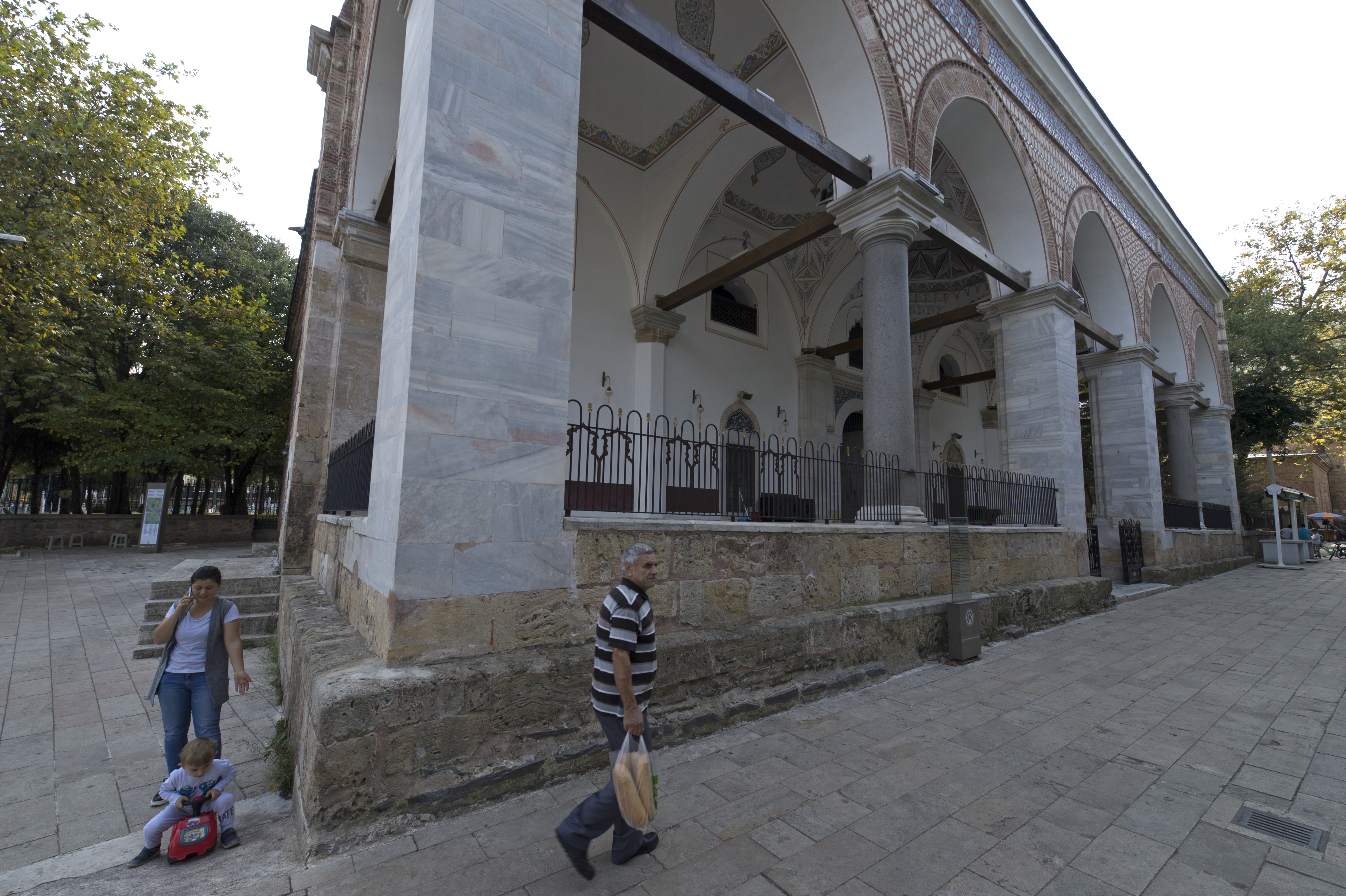
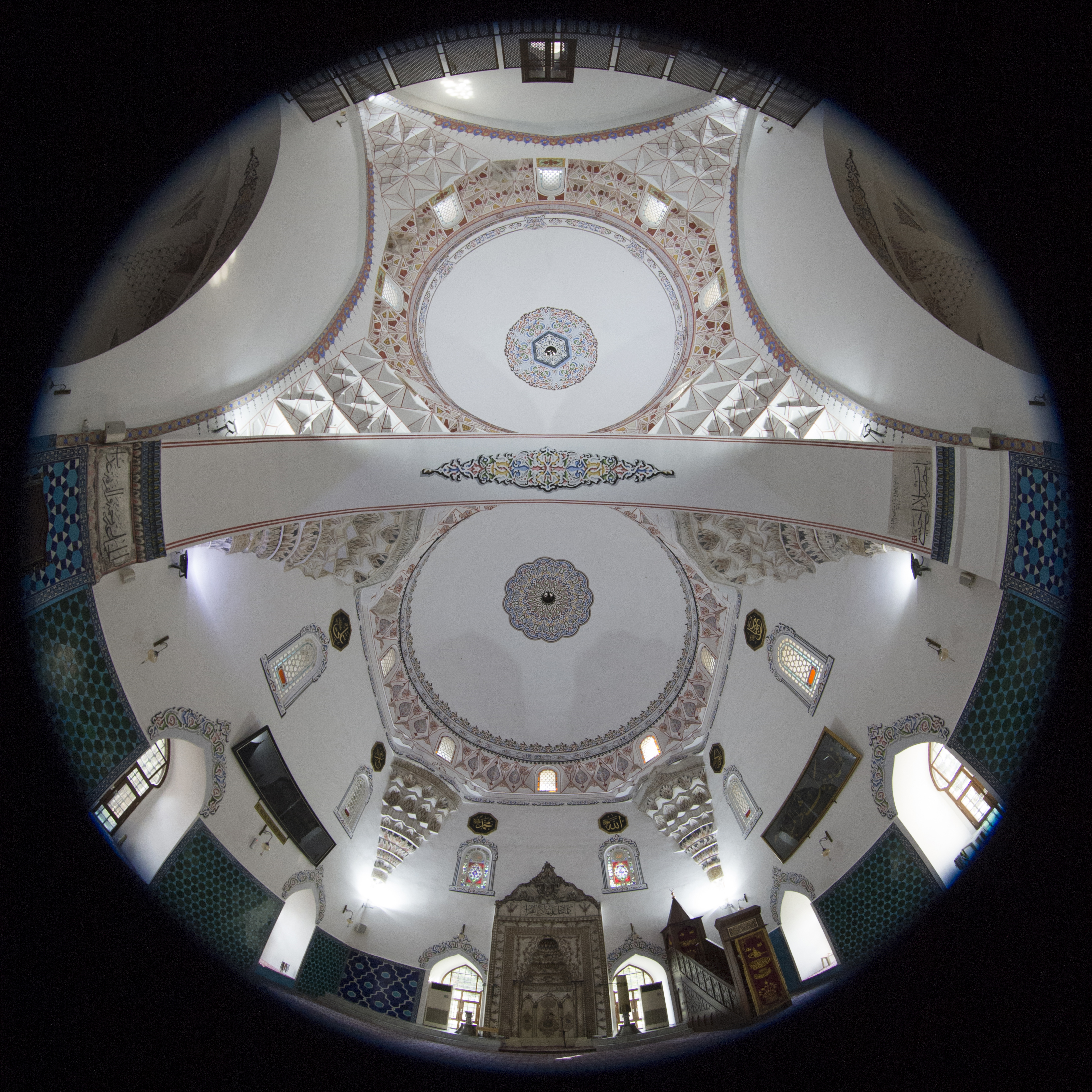
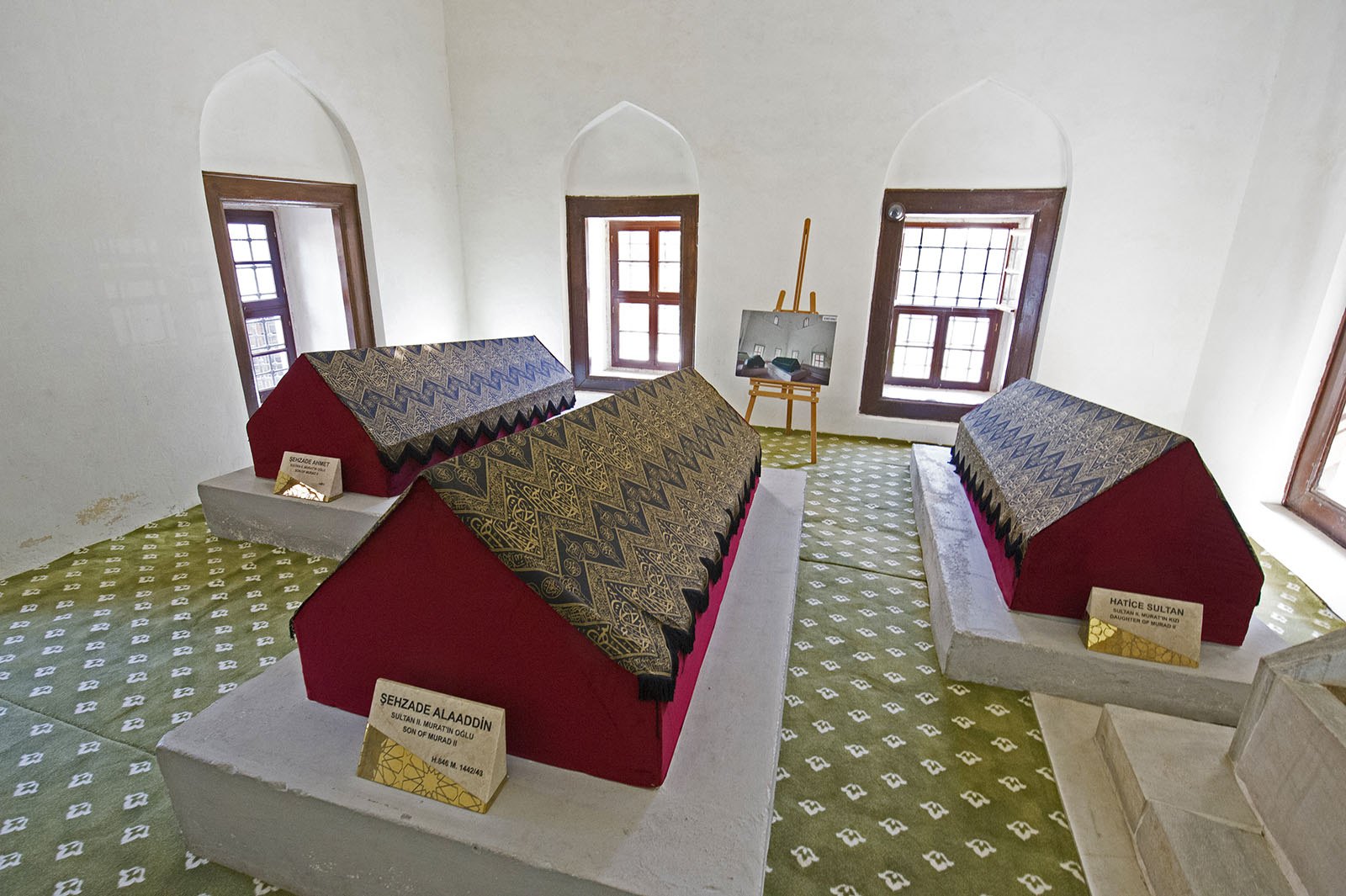
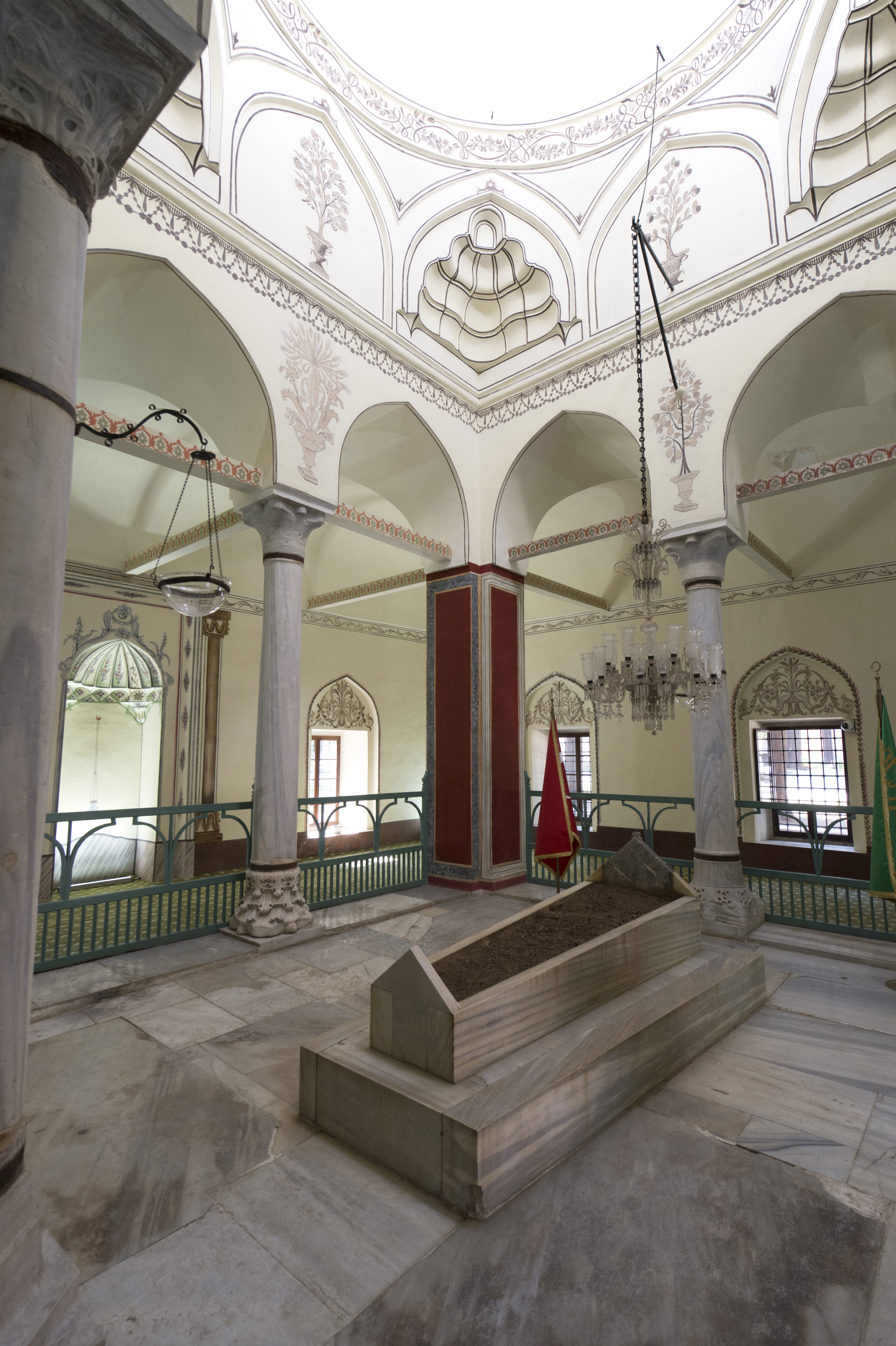
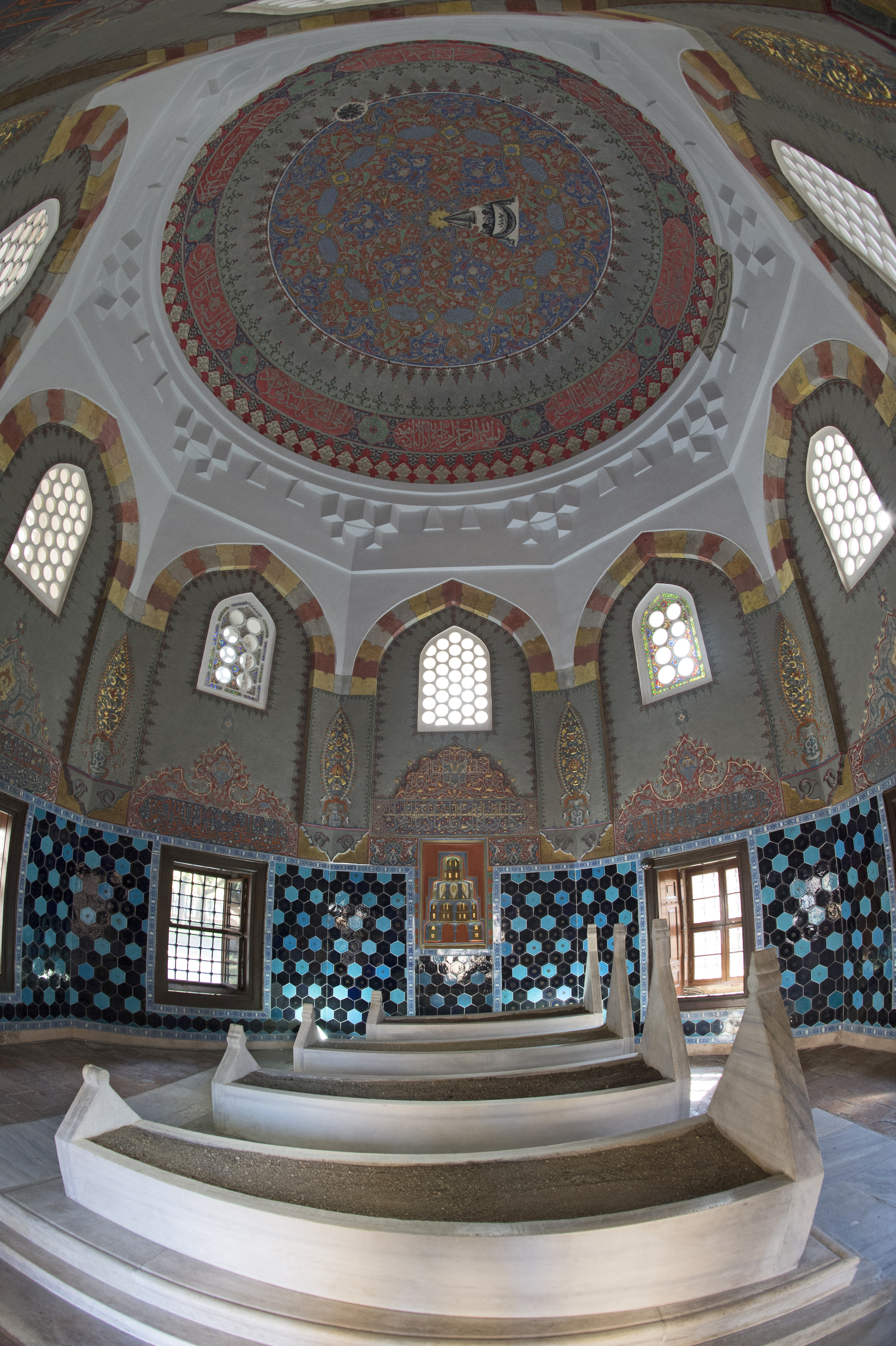
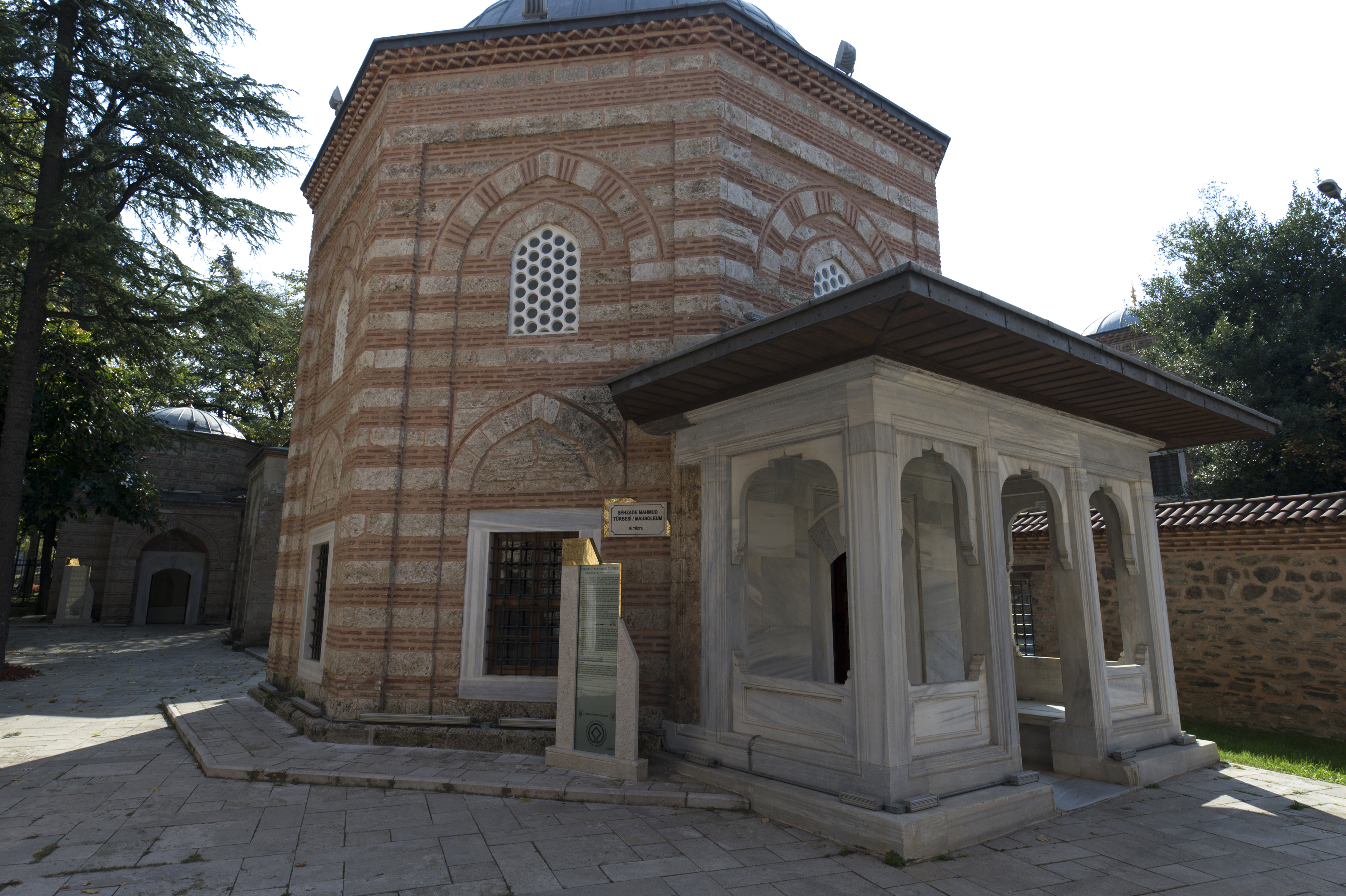
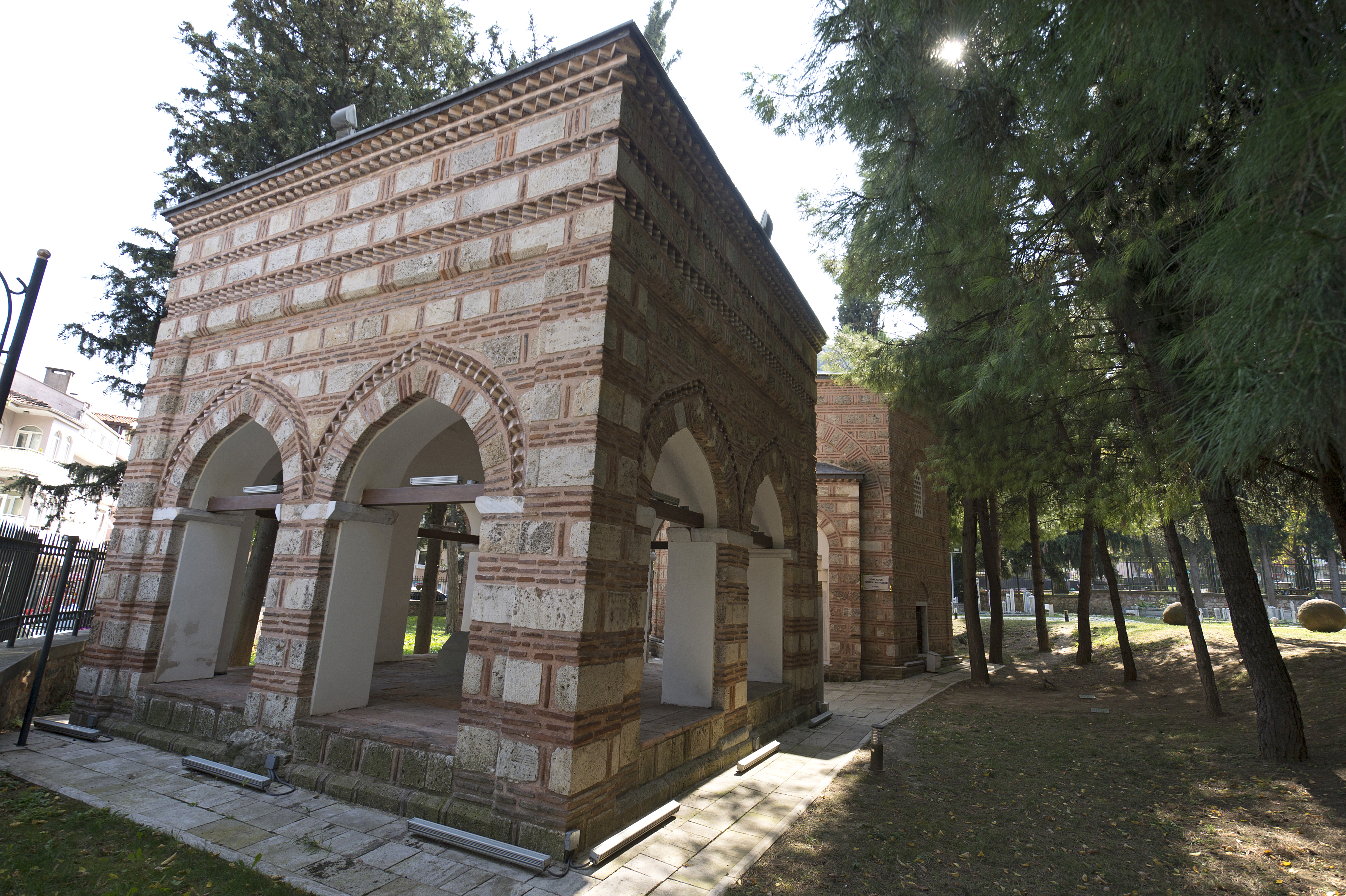
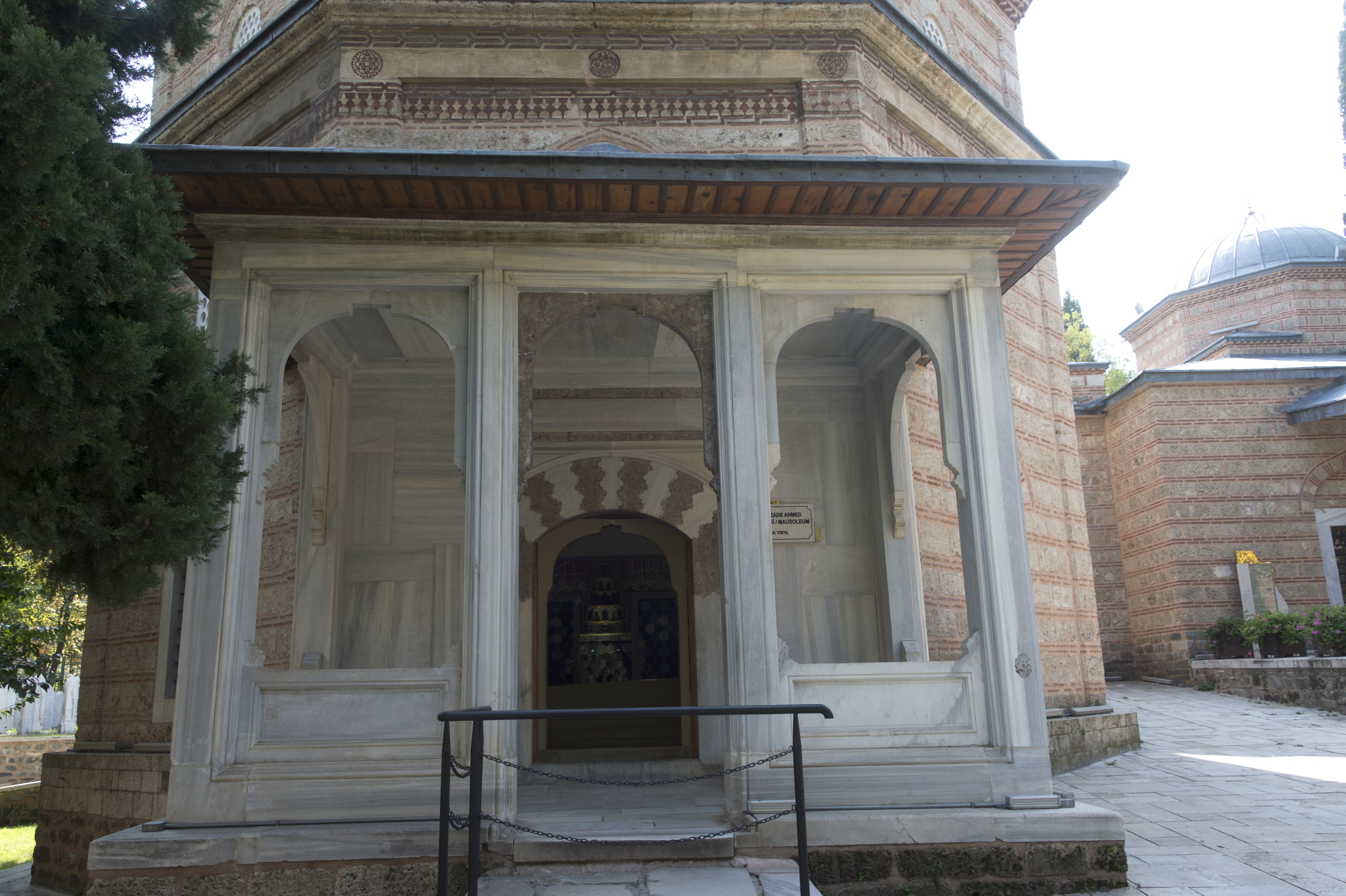
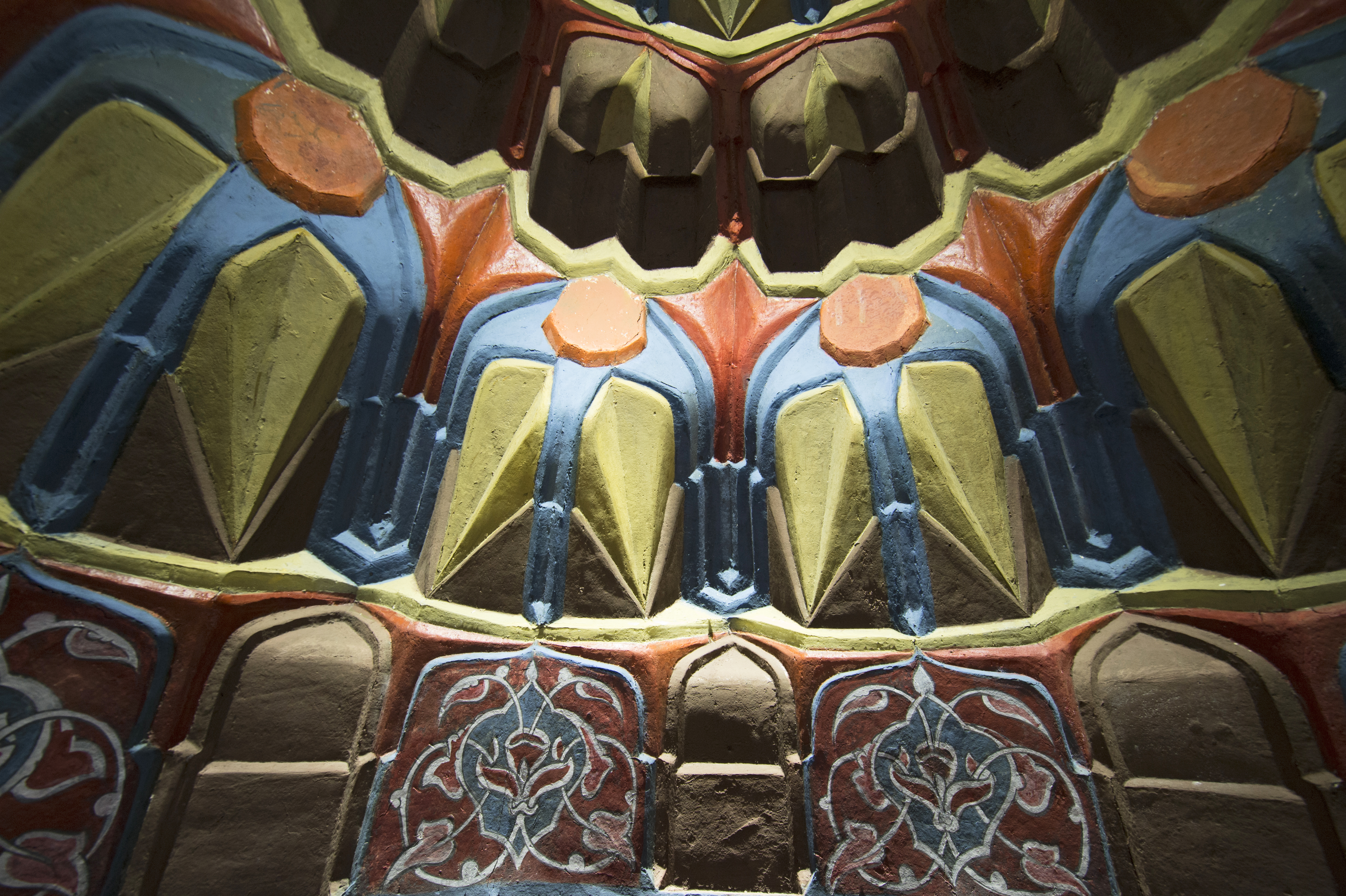
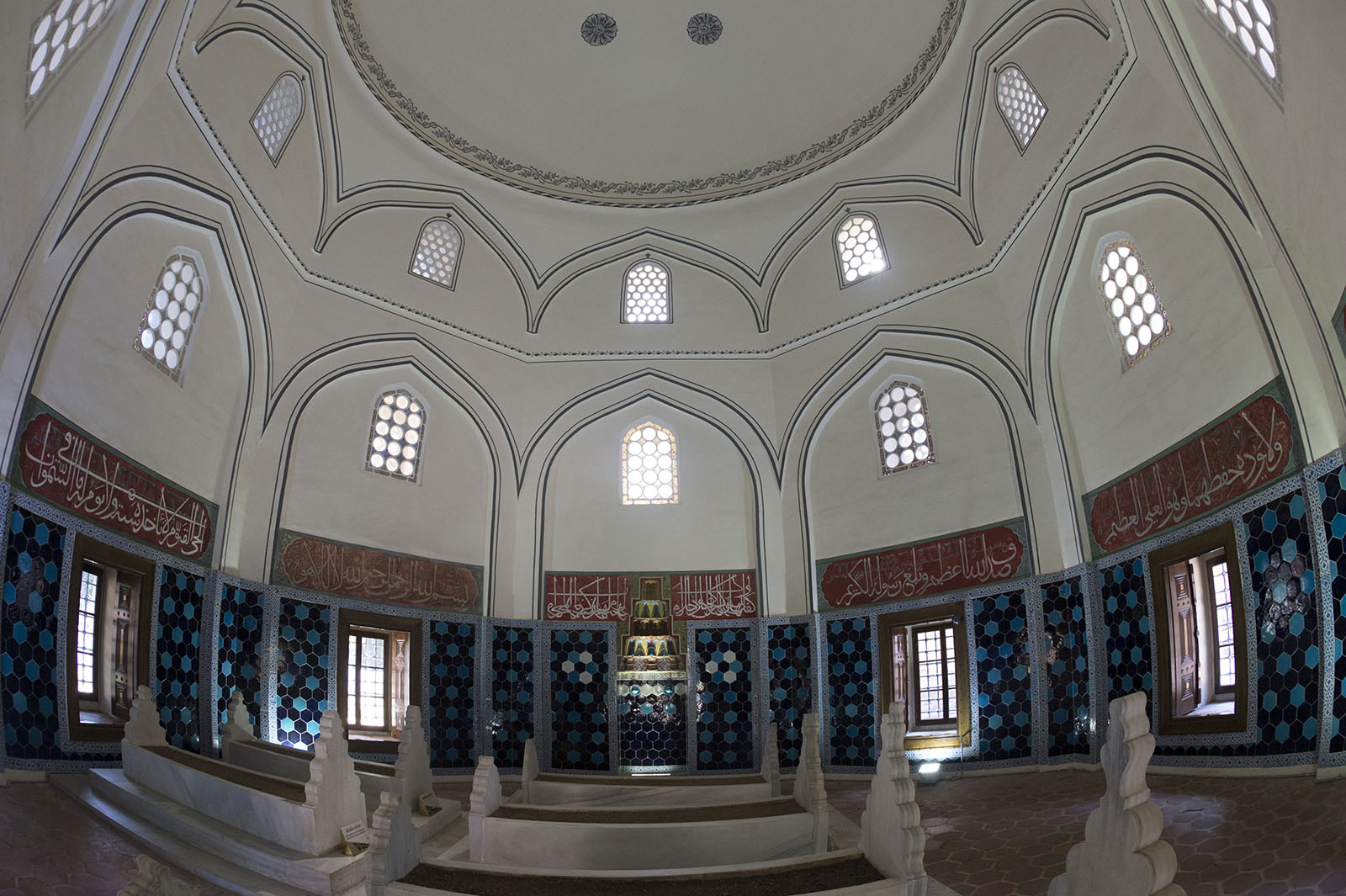
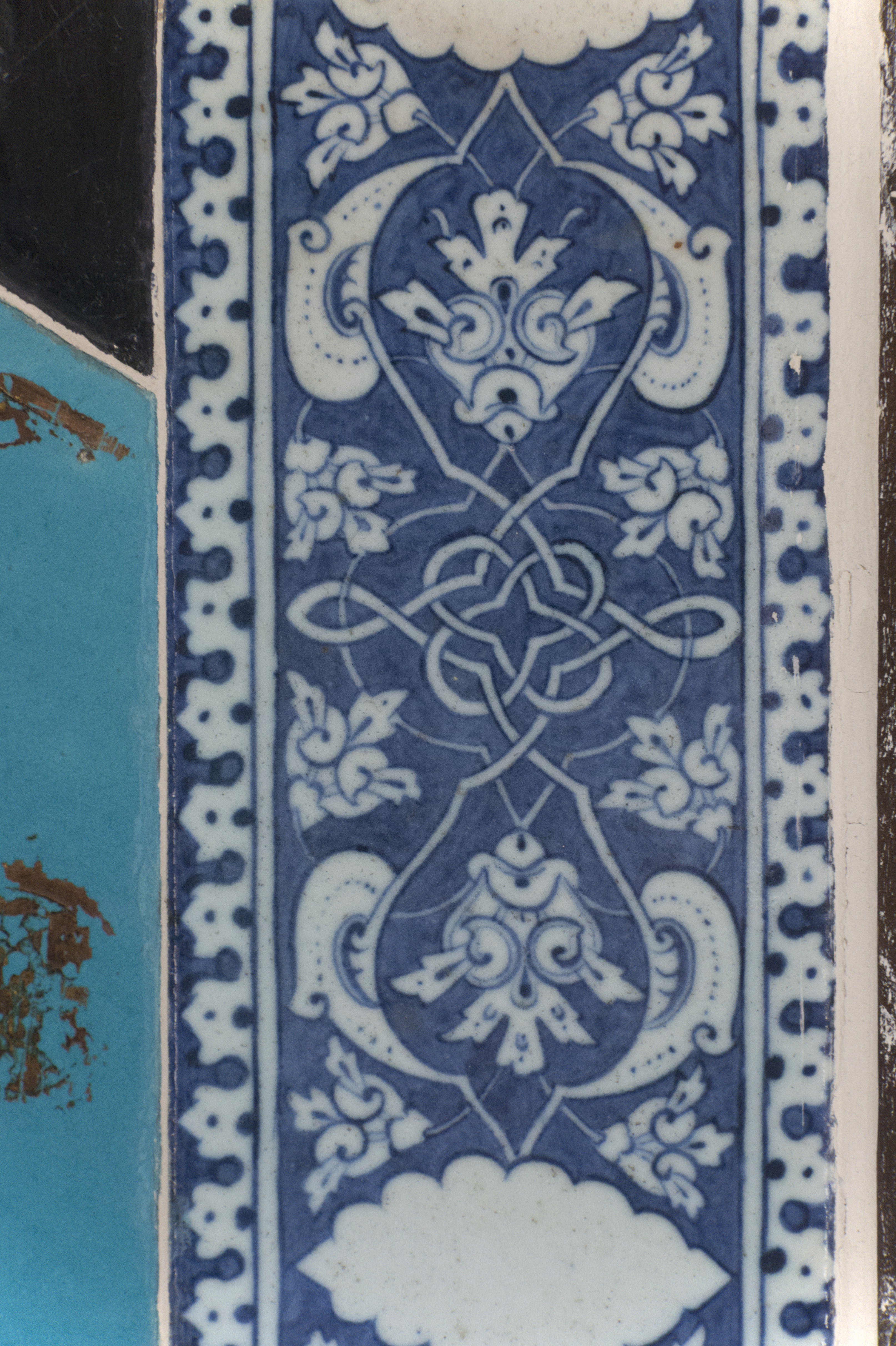
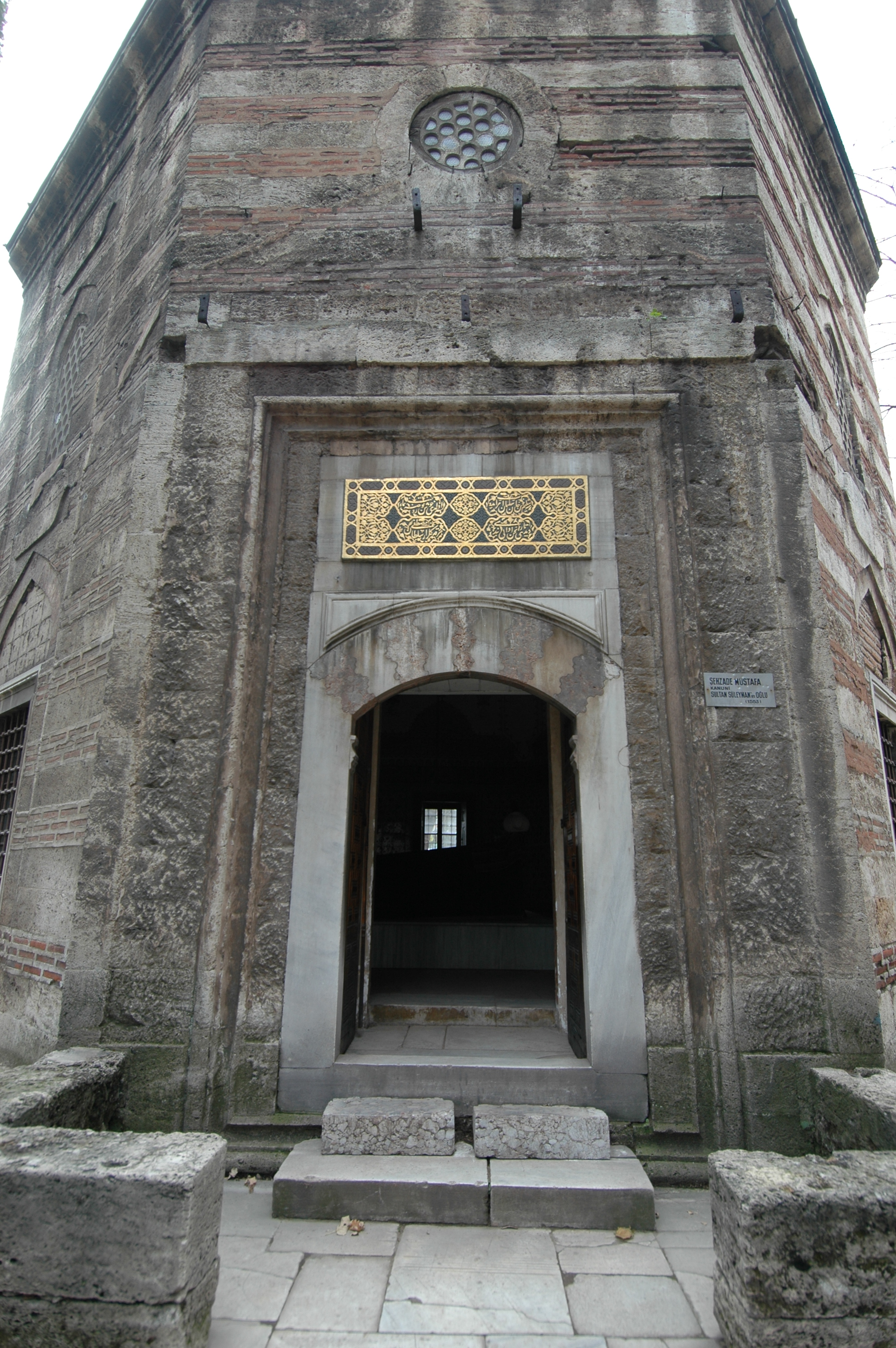
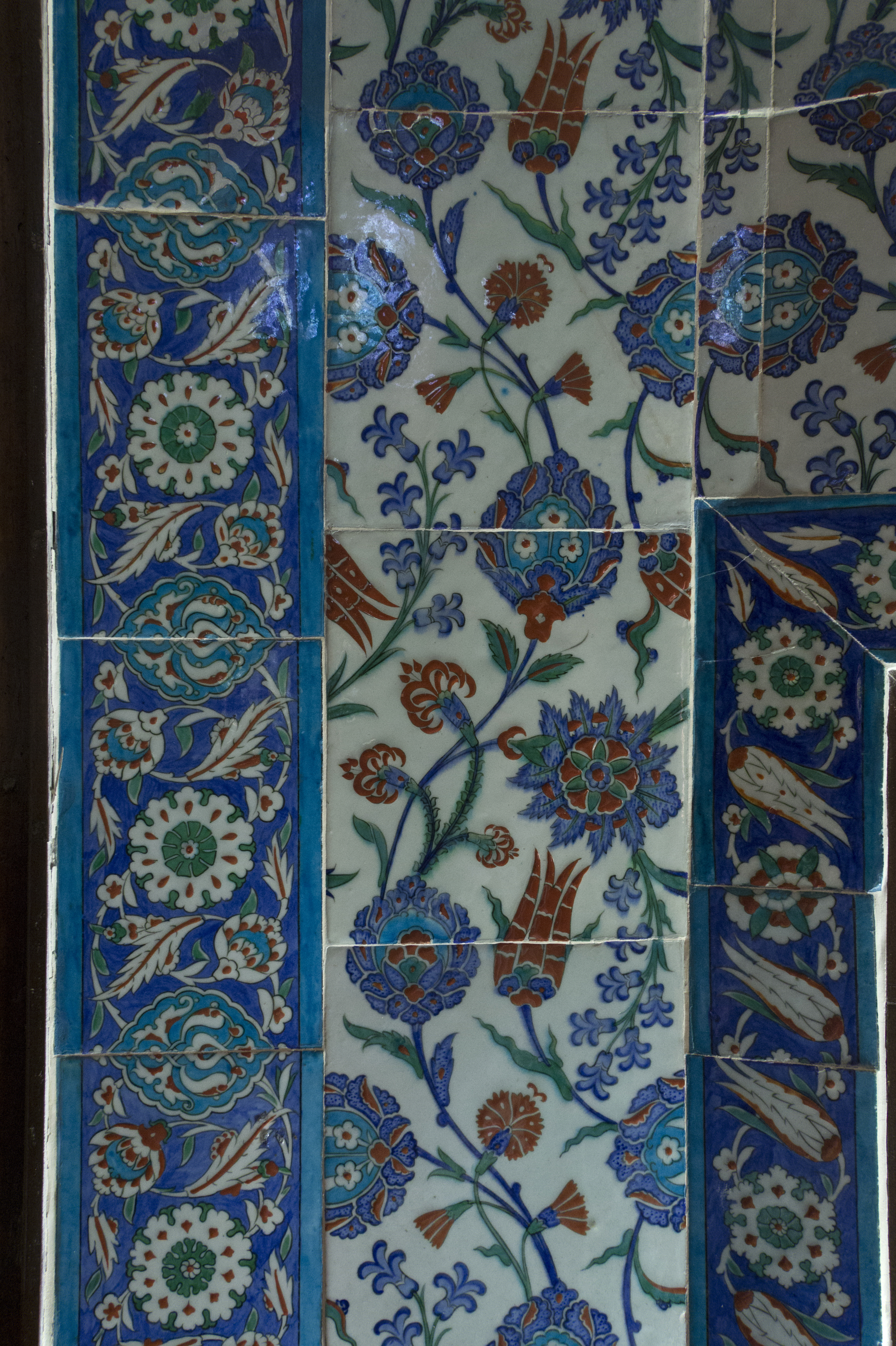
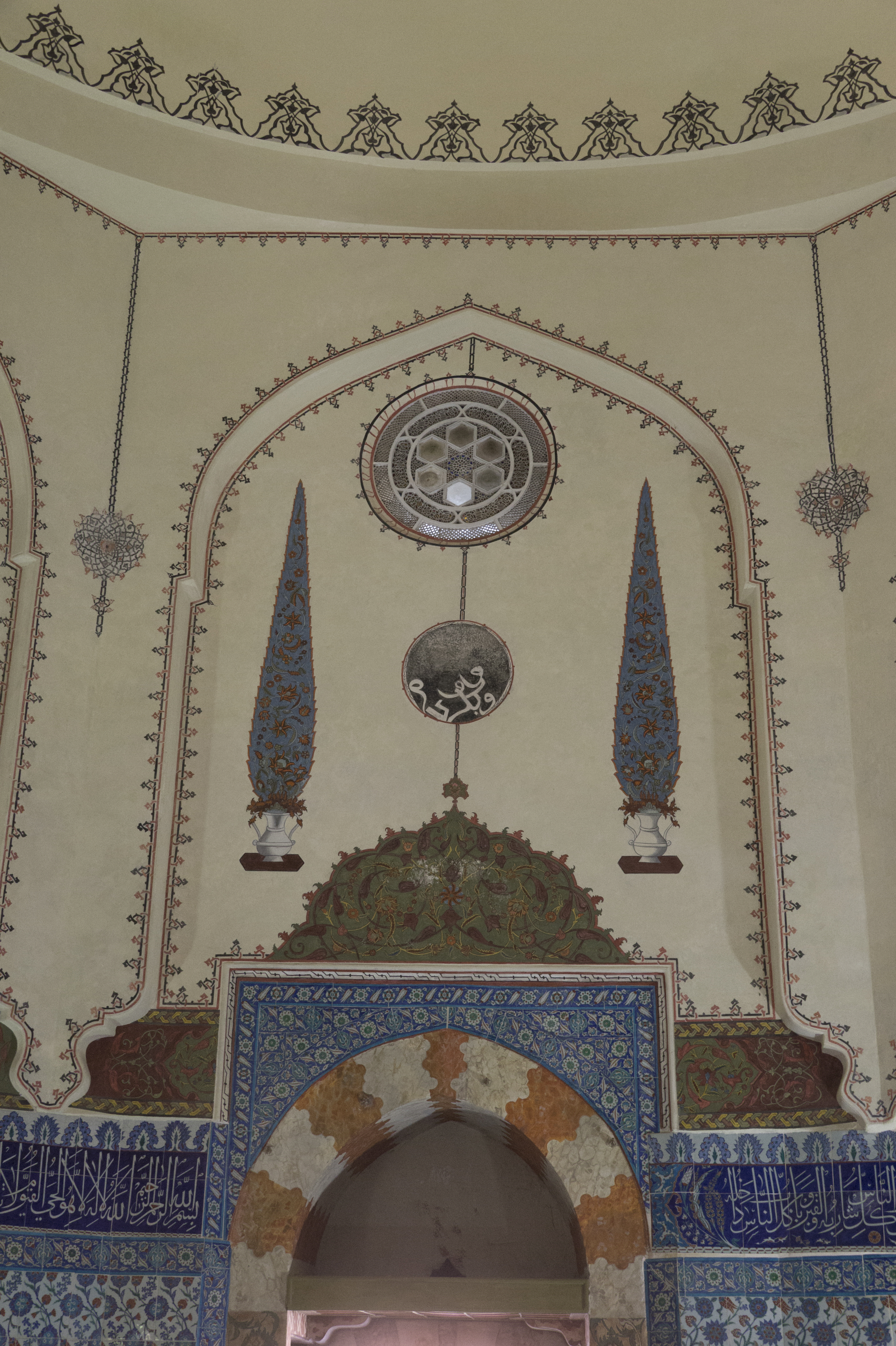
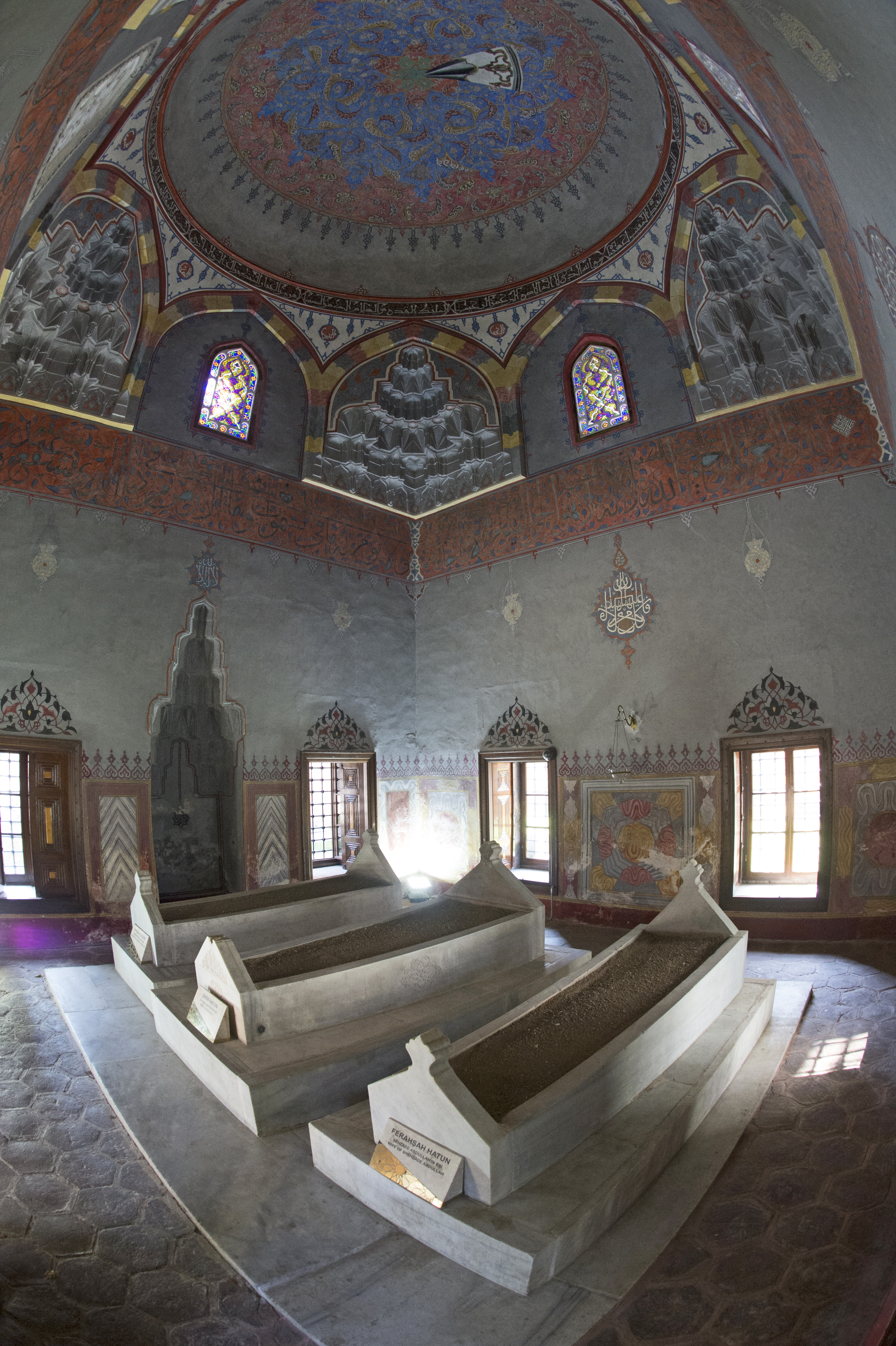
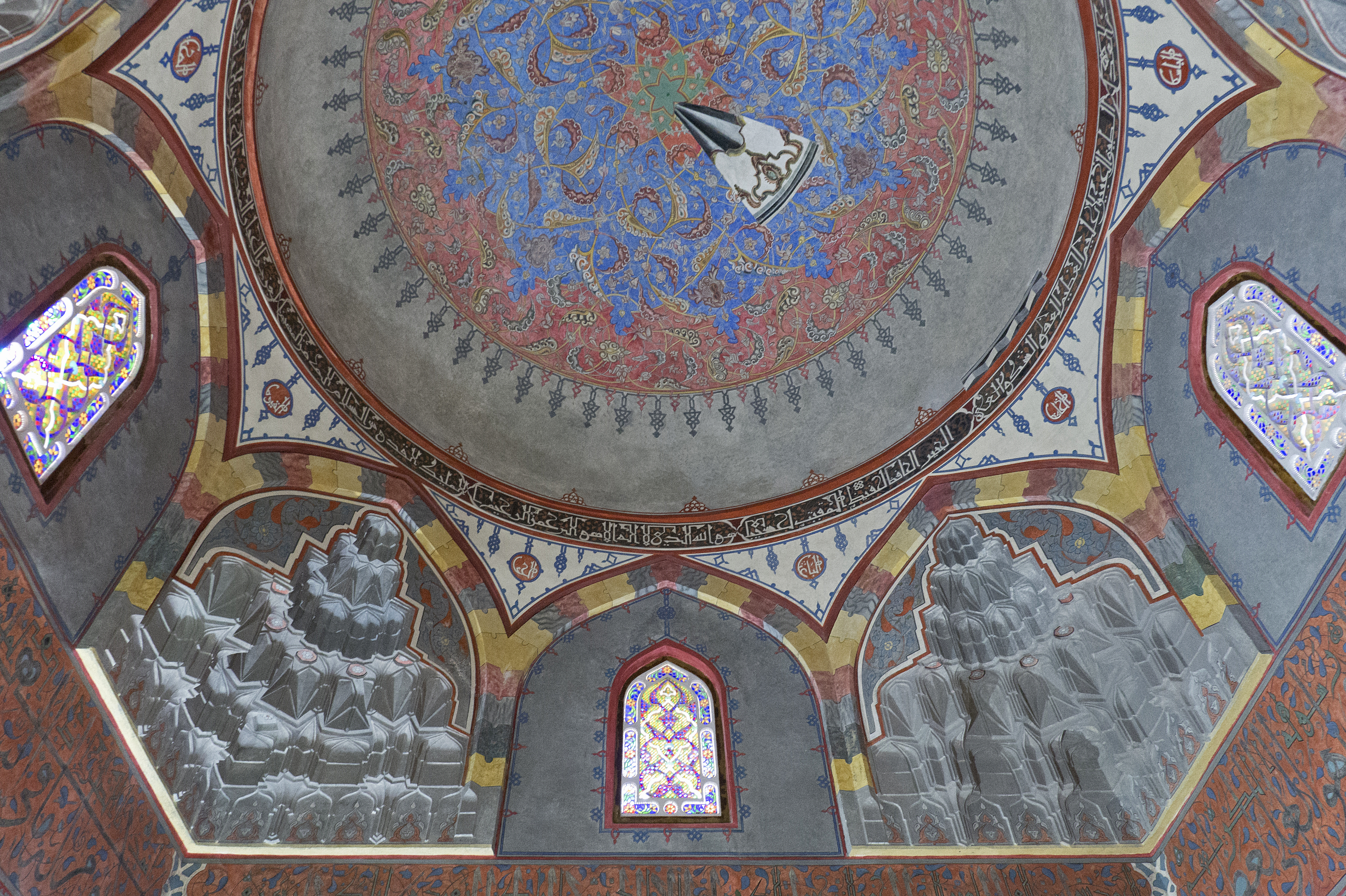